# La meva vida a Palos Verdes
La meva vida a Palos Verdes (títol original en anglès, The Tribes of Palos Verdes) és una pel·lícula dramàtica estatunidenca de 2017 dirigida per Emmett Malloy i Brendan Malloy, a partir d'un guió de Karen Croner. Es basa en la novel·la homònima de Joy Nicholson. És protagonitzada per Jennifer Garner, Maika Monroe, Cody Fern, Justin Kirk, Elisabeth Röhm, Goran Višnjić, Joely Fisher i Alicia Silverstone. La pel·lícula se centra en la vida d'una família que es trasllada a Palos Verdes, un suburbi costaner ric de Los Angeles. Es va estrenar l'1 de desembre de 2017 a càrrec d'IFC Films. S'ha doblat i subtitulat al català.